# Tom Udall
Thomas Stewart «Tom» Udall (Tucson, Arizona; 18 de mayo de 1948) es un político estadounidense, miembro del Partido Demócrata y Senador de los Estados Unidos desde 2009 hasta 2021. Previamente sirvió como procurador general de Nuevo México de 1991 a 1999 y en la Cámara de Representantes de los Estados Unidos por el 3.º distrito congresional de Nuevo México entre 1999 y 2009.

## Biografía
Se graduó en Prescott College en 1970. Luego estudió en Downing College en Inglaterra donde obtuvo una licenciatura en derecho en 1975. Obtuvo el Juris doctor en la Universidad de Nuevo México en 1977. Fue fiscal federal adjunto para el distrito de Nuevo México donde permaneció hasta 1981. Posteriormente se desempeñó como asesor legal jefe del Ministerio de Salud y Medio Ambiente de ese estado. De 1991 a 1999 sucedió a Harold Stratton como procurador general de Nuevo México. Desde 1999 representó al 3.º distrito congresional de su estado en la Cámara de Representantes de EE. UU. después de derrotar al titular republicano William T. Redmond con el 53% contra el 43% de los votos en las elecciones de 1998. La última vez que se postuló fue reelegido en 2006 con el 75% de los votos.
En noviembre de 2007, anunció su candidatura al senado de EE. UU. en las elecciones de 2008. Esta fue la primera vez que dos primos de primer grado se postularon para las elecciones del senado; Mark Udall se postuló para el escaño en el vecino estado de Colorado al mismo tiempo. El 4 de noviembre de 2008, venció contra el republicano Steve Pearce y se unió a su primo Mark, que fue elegido senador en Colorado, en enero de 2009. En las elecciones de 2014, ganó frente al republicano Allen Weh.
En marzo de 2019, se convirtió en el primer demócrata del senado en anunciar que no volvería a presentarse en las próximas elecciones de 2020. Su mandato finalizó el 3 de enero de 2021.